# Berényi Ferenc
Berényi Ferenc (Dévaványa, 1927. november 9. – Budapest, 2004. augusztus 2.) Munkácsy Mihály-díjas festőművész.
1949-től 1953-ig a Magyar Képzőművészeti Főiskola hallgatója volt. Tanárai közül Barcsay Jenőt és Domanovszky Endrét tartotta mestereinek.  1954-től a magyar állami kiállítások rendszeres résztvevője volt, külföldön rendezett magyar kiállítás anyagában műveit Moszkva, Prága, Varsó, Szófia, Kassa,  Kuvait, Bombay, Lausanne, Teherán, Párizs, Bázel, Washington és Helsinki mutatták be.
1961-ben alapító tagja lett a Fiatal Képzőművészek Stúdiójának. Ugyanebben az évben hároméves Derkovits ösztöndíjat kapott és a Szolnoki művésztelepen folytatta a munkáját egészen 2004-ig. Szolnok városához mindig szoros szálak fűzték. 
Két alkalommal volt tagja a Magyar Képző- és Iparművészek Szövetsége festő szakosztálya vezetőségének.  1975–1982-ig Budapesten, a Magyar Iparművészeti Főiskolán tanított.
Művészetében az ú.n. alföldi festészet motítivumai dominálnak, konstruktivista elemekkel ötvöződve, ahol az alföldi emberek mindennapi munkái, szerszámai, falusi udvarok és tájak jelennek meg, erősen redukált forma- és színvilágban. Kései alkotásai közel állnak a konstruktivista, néha az absztrakt képformáláshoz.

## Díjak
1. 1961–1964: Derkovits-ösztöndíj
2. 1966: Szakszervezetek Országos Tanácsa-díj
3. 1966: SZOT-díj
4. 1968: Munkácsy Mihály-díj
5. 1975: Szolnoki Festészeti Triennálé I. díja, Szocialista Kulturális díj
6. 1978: Szolnok Megye Tanácsa művészeti díja

## Egyéni kiállítások
1. 1964 • Szolnok, Szigligeti Színház
2. 1966 • Magyar Nemzeti Galéria, Budapest
3. 1967 • Ernst Múzeum, Budapest
4. 1967 • Szolnok, Damjanich János Múzeum
5. 1968 • Hódmezővásárhely, Tornyai János Múzeum
6. 1979 • Kertészeti Kutató Intézet
7. 1981 • Szófia
8. 1983 • Szolnok, Kolletív Műterem
9. 1984 • Szolnok, Művelődési Központ
10. 2003 • Gyűjteményes kiállítás, Szolnok, Damjanich János Múzeum
11. 2007. november 9. – 2008. február, Szolnoki Galéria, Berényi Ferenc emlékkiállítás

## Köztulajdonban lévő munkái
1. Magyar Nemzeti Galéria
2. Damjanich János Múzeum
3. Tornyai János Múzeum, Hódmezővásárhely
4. Sárospataki Galéria
5. Miskolci Galéria
6. Helsinki, Magyar Nagykövetség
7. Washington, D.C., Magyar Nagykövetség
8. Athén, Magyar Nagykövetség